# Faculdade de Ciências da Administração de Pernambuco
A Faculdade de Ciências da Administração de Pernambuco - FCAP compõe a Universidade de Pernambuco, sucessora da antiga Fundação de Ensino Superior de Pernambuco - FESP, instituição de ensino superior do sistema público estadual de ensino.

## História
O início da Faculdade de Ciências da Administração de Pernambuco - FCAP foi numa sala de aula do prédio da Universidade Católica de Pernambuco, em 1965. Dois anos depois, passou a ocupar um antigo prédio da Escola Técnica Federal, na Conde da Boa Vista e, finalmente, em 1974, foi inaugurada sua sede na Avenida Abdias de Carvalho, na Madalena, onde está até hoje.

## Ligações Externas
Site Oficial da FCAP/UPE